# Sladăk Kladeneț, Stara Zagora
Sladăk Kladeneț (în bulgară Сладък Кладенец) este un sat în comuna Stara Zagora, regiunea Stara Zagora,  Bulgaria. 

## Demografie
Componența etnică a satului Sladăk Kladeneț
     Bulgari (98,33%)
     Nicio identificare (1,66%)
     Altele (0%)
La recensământul din 2011, populația satului Sladăk Kladeneț era de 180 locuitori. Din punct de vedere etnic, majoritatea locuitorilor (98,33%) erau bulgari. Pentru 1,66% din locuitori nu este cunoscută apartenența etnică.